# Tadahiro Sekimoto
Tadahiro Sekimoto (関本忠弘　Sekimoto Tadahiro) (Hyōgo, 14 de novembro de 1926 — 11 de novembro de 2007) foi um engenheiro eletrônico japonês.
Em 11 de novembro de 2007, morreu após uma série de acidentes vasculares cerebrais.